# Arkivet (Frederiksværk)
Arkivet blev etableret i 1975 i byens gamle fattighus fra 1866, der tidligere blandt andet har fungeret som bibliotek. Arkivet blev i sommeren 2010 flyttet til Arsenalets lokaler.
Det er et lokalhistorisk arkiv, hvor skriftlige kilder og fotografier indsamles, registreres og opbevares til brug for borgere, der søger oplysninger og viden om historien i området.
Arkivet er baseret på private arkivalier fra enkeltpersoner, foreninger og virksomheder. Adgang til kommunale arkivalier gennem Halsnæs Rådhus. Andre offentlige arkivalier ved henvendelse til Statens Arkiver.
Arkivet råder over et håndbibliotek indeholdende litteratur med fokus på områdets historie. Derudover en mængde litteratur dækkende national og international industrihistorie, kanon- og krudtproduktion.
Arkivet hører under Industrimuseet Frederiks Værk.

## Ekstern henvisning
- Arkivets hjemmeside Arkiveret 24. februar 2011 hos  Wayback Machine

55°58′21.24″N 12°1′23.45″Ø / 55.9725667°N 12.0231806°Ø